# Georges Mollard
Georges Henri Joseph Mollard (* 25. April 1902 in Cannes; † 2. November 1986 ebenda) war ein französischer Segler.

## Erfolge
Georges Mollard, der Mitglied der Société des Régates de Cannes war, nahm an den Olympischen Spielen 1924 in Paris in der 8-Meter-Klasse als Crewmitglied der französischen Yacht Namousse teil. Die Namousse erreichte als eines von drei Booten das Finale der in Le Havre stattfindenden Regatta und erzielte dort wie das von Ernest Roney angeführte britische Boot Emily fünf Punkte hinter den Olympiasiegern aus Norwegen auf der Béra, die beide Finalläufe gewannen. Im Stechen um die Silbermedaille setzten sich die Briten schließlich gegen die Namousse durch, womit Mollard und die übrigen Crewmitglieder Robert Girardet, André Guerrier und Pierre Gauthier sowie Skipper Louis Charles Breguet die Bronzemedaille erhielten.